# Interporto di Torino

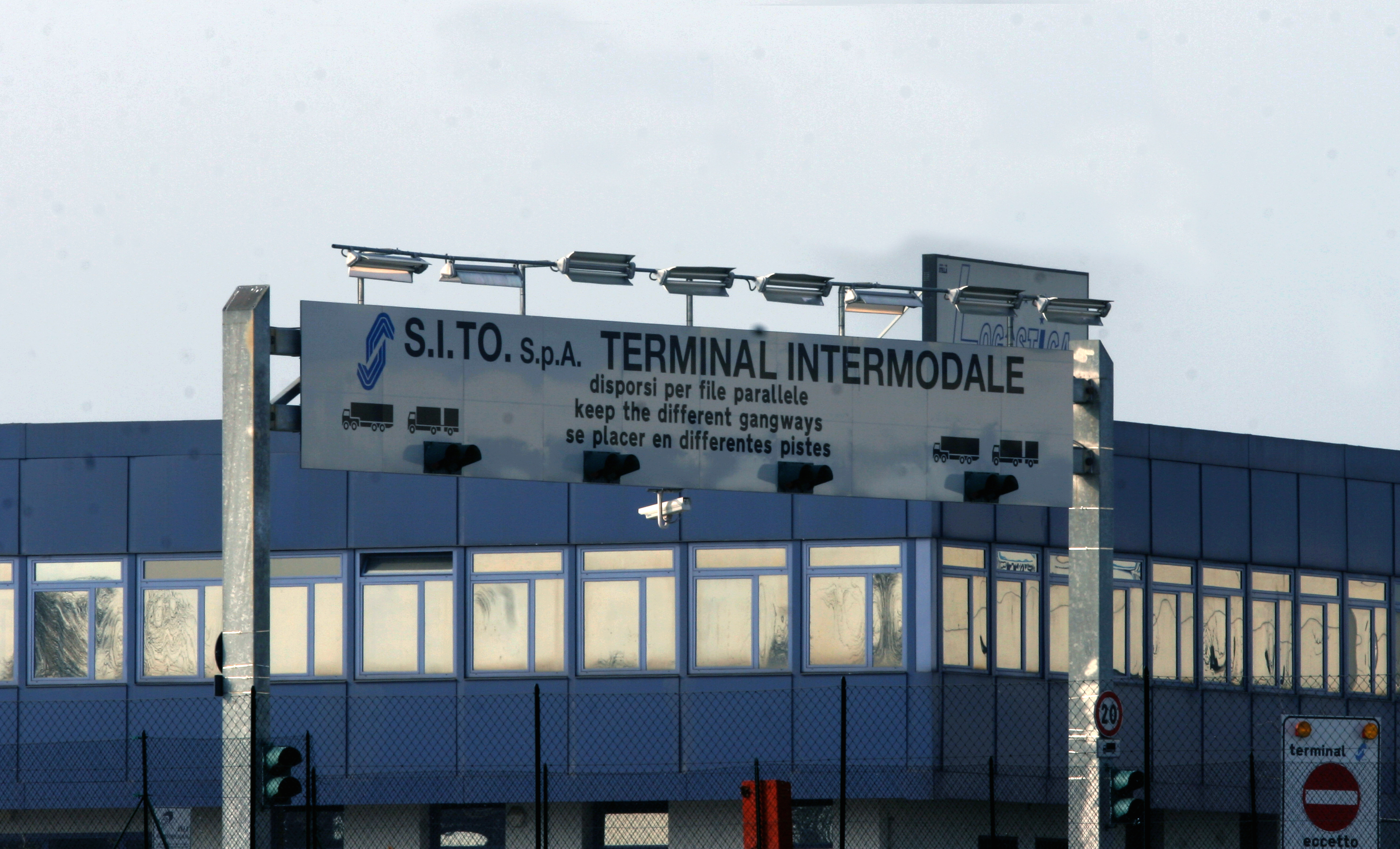
Terminal Intermodale

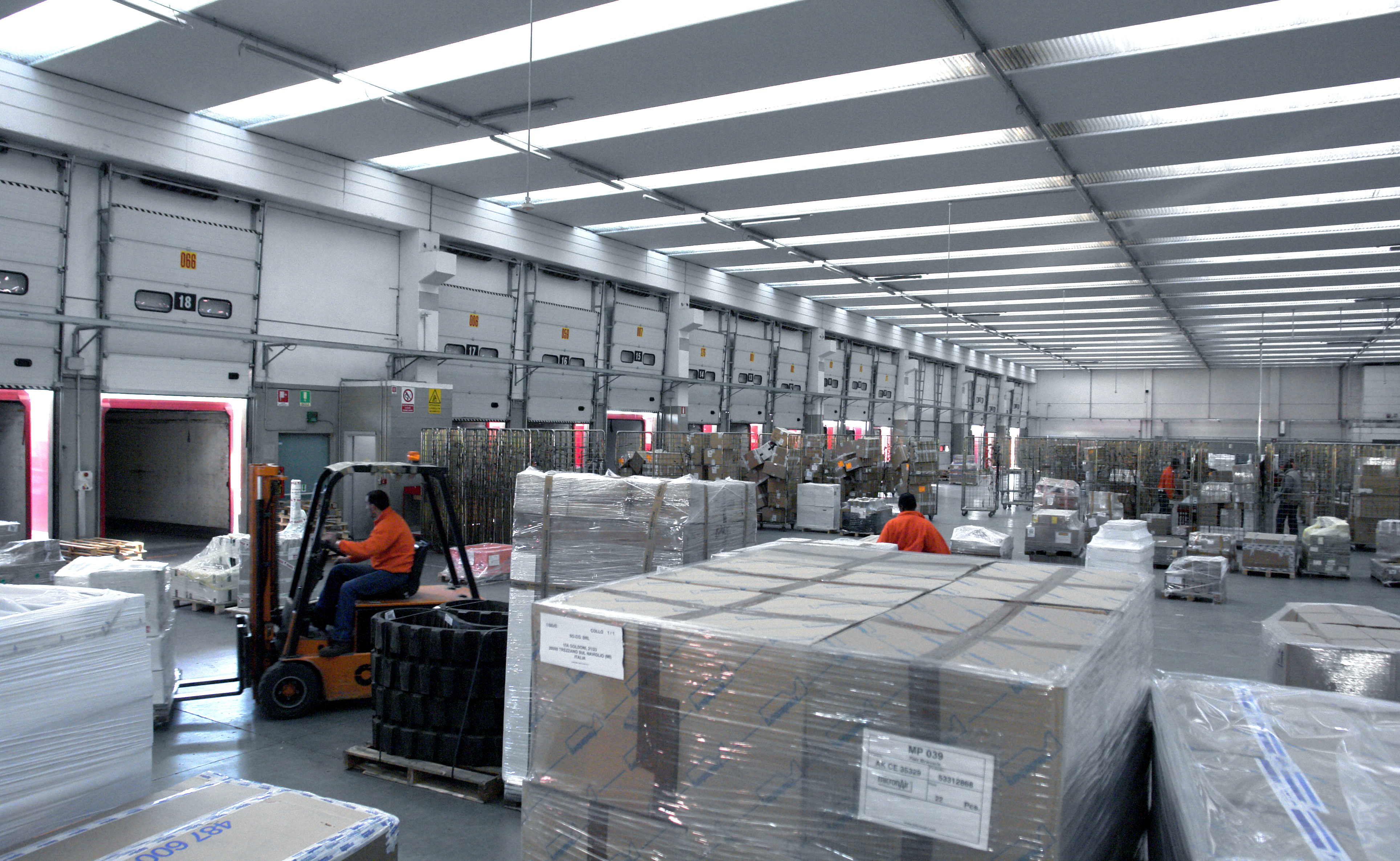
Un magazzino dell'interporto

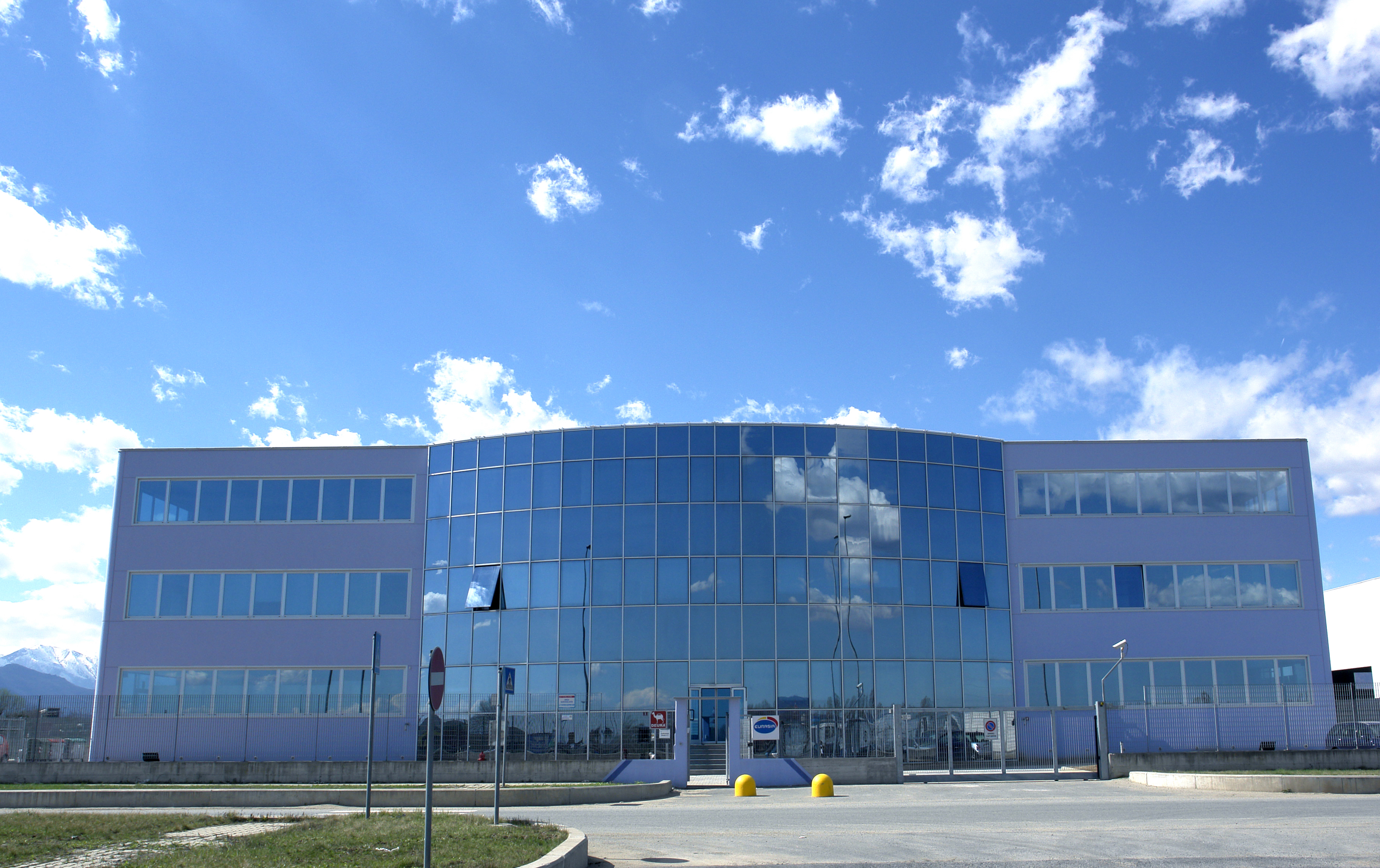
Un magazzino dell'interporto

L'interporto di Torino, noto anche come S.I.TO per via dell'acronimo della società per azioni che lo gestisce, sorge tra i comuni  di Torino, Grugliasco, Orbassano, Rivalta e Rivoli, occupando un'area complessiva di 2800000 m². Al suo interno sono presenti circa 150 binari tra tronchi e di transito.  La superficie dell'interporto è divisa in 350 000 metri quadrati di magazzini e 750 000 metri quadrati di piazzali collegati con linea ferroviaria  attraverso lo scalo di Orbassano connesso alla linea Torino – Modane. L'interporto è connesso con la tangenziale sud  e garantisce un buon collegamento con tutta la rete autostradale verso la Francia, la Lombardia, la Liguria e il Mezzogiorno.

## Servizi
Servizi  disponibili: dogana per lo sdoganamento delle merci al di fuori dell'Unione europea, Centro Sviluppo Logistica: un punto di riferimento per gli studi e le ricerche nel settore dei trasporti e della logistica; assistenza specializzata per il disbrigo di pratiche amministrative, magazzini con celle frigo per merci alimentari e farmaceutiche, strutture fisse per una gestione più agevole dello stoccaggio, stazione di servizio per carburante e lavaggio autocarri, banche, ristoranti, albergo, self service e bar.

## Storia
La realizzazione del Centro Intermodale Merci di Torino-Orbassano risale al Piano Regionale dei Trasporti del 1979 (DGR 19.12.1979 n. 532/8700). L'obiettivo era quello di riorganizzare il sistema del trasporto delle merci favorendo il combinato strada-rotaia e di realizzare un interporto con vocazione internazionale. A tal fine, venne individuata come più idonea un'area adiacente alla scalo merci di Orbassano, a cavallo del sistema tangenziale metropolitano.
In riferimento alla LR 6.3.1980 n. 11, intitolata «Provvedimenti a favore della realizzazione di infrastrutture per il trattamento delle merci e per l'interscambio fra sistemi di trasporto», il Consiglio regionale approvò «il programma pluriennale di interventi per la realizzazione di centri merci intermodali plurifunzionali e strutture ad essi collegate» (art. 3), prevedendo la costituzione e la struttura di apposite Società, alle quali sarebbero state delegate la progettazione e la realizzazione dei medesimi centri merci (art. 4). Viene costituita così una società per azioni "Società interporto Torino S.p.A."  (S.I.TO S.p.A) che si doveva occupare della realizzazione e della gestione della piattaforma logistica di Torino.
In attuazione del Piano Regionale dei Trasporti, venne approvato il progetto per la realizzazione del CIM - Centro Intermodale Merci di Orbassano. L'approvazione del progetto costituiva autorizzazione della Regione per la formazione del Piano Insediamenti Produttivi (PIP), approvato con DCR n.750-9477 del 25.9.1984 e autorizzazione alle varianti del Piano Regolatore Generale dei Comuni interessati dall'intervento (Torino, Grugliasco, Orbassano, Rivalta e Rivoli).
Nel luglio del 1984 venne approvato dalla Regione il Piano di Settore dei Mercati all'ingrosso.
Il Piano evidenziava, nel caso specifico di Torino, la necessità di trasferire ed ampliare il Mercato Ortofrutticolo all'ingrosso (MOI), trasformandolo in "Centro Agro-Alimentare — siglabile CAAT"; esso prevedeva la realizzazione di una struttura polifunzionale che contenesse, oltre il mercato ortofrutticolo, il mercato dei fiori, della carne e del pesce. Venne infine individuata come migliore ipotesi insediativa l'area del Centro Intermodale Merci di Orbassano.
L'inserimento del CAAT, la modifica del disegno riguardante l'area della sua collocazione e la diversa destinazione d'uso delle aree con la variazione di alcuni indici di edificabilità determinarono poi successive varianti. Nella fase di approvazione dell'ultima variante si manifestò la necessità di definire un Accordo di Programma (DPGR n. 169 del 16.1.1995) che trasferisse ai Comuni il potere di approvare autonomamente gli strumenti attuativi in variante al vigente Piano e che prevedeva «...la realizzazione del nuovo Centro Agro-Alimentare, il completamento dell'interporto di Torino e la definizione e realizzazione delle connesse infrastrutture».
La successiva e conclusiva tappa fu la modifica dell'accordo di programma intervenuta nel luglio del 1998, dovuta sostanzialmente alle mutate esigenze organizzative dei diversi soggetti coinvolti ed alla necessità di una più dettagliata individuazione delle competenze e degli specifici impegni assunti a carico dei medesimi. Modifica contestualmente alla quale fu predisposta una terza variante al PIP (1998).